# Rock With U
 (février 2018).
Si vous disposez d'ouvrages ou d'articles de référence ou si vous connaissez des sites web de qualité traitant du thème abordé ici, merci de compléter l'article en donnant les références utiles à sa vérifiabilité et en les liant à la section « Notes et références ».
Pour les articles homonymes, voir Rock with You (homonymie).
Singles de Janet Jackson
Feedback
(2008) Luv
Rock With U est le second extrait de l'album Discipline de Janet Jackson.
Il est écrit par le chanteur de R&B Ne-Yo et produit par Jermaine Dupri.
C'est un son très electro par sa rythmique futuriste . Le clip se passe dans une sorte de boîte de nuit .